# Хумулештій-Ной
Хумулештій-Ной (рум. Humuleștii Noi) — село у повіті Нямц в Румунії. Адміністративно підпорядковане місту Тиргу-Нямц.
Село розташоване на відстані 306 км на північ від Бухареста, 28 км на північ від П'ятра-Нямца, 95 км на захід від Ясс.

## Населення
За даними перепису населення 2002 року у селі проживали 510 осіб, усі — румуни. Рідною мовою 509 осіб (99,8%) назвали румунську.